# Bombarral
Bombarral (bõbɐ'ʁaɫ) è un comune portoghese di 13 324 abitanti situato nella subregione di Ovest, in provincia di Estremadura.

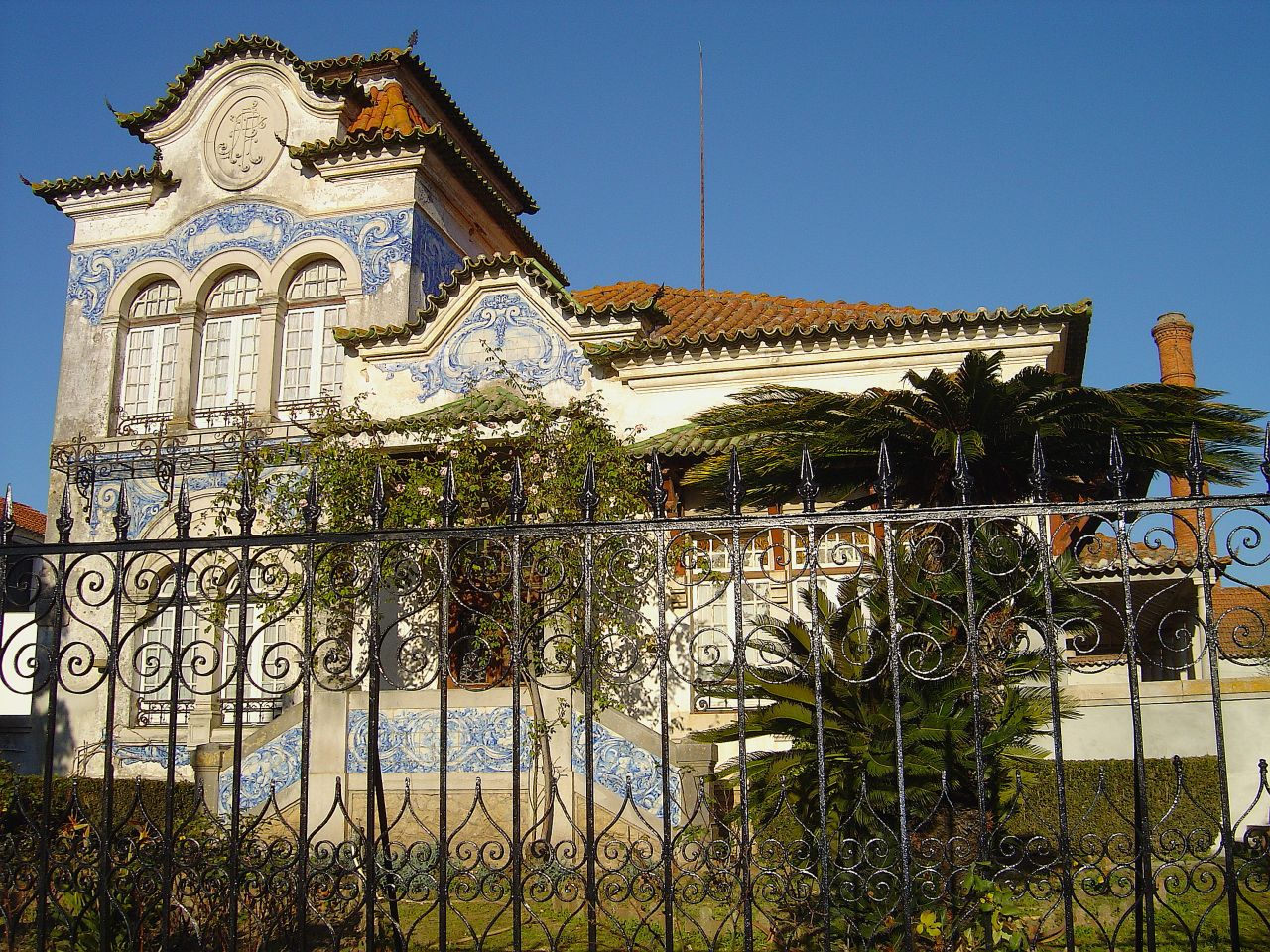
Una casa con i tipici Azulejos

## Società

### Evoluzione demografica
Abitanti censiti

## Freguesias
- Bombarral
- Carvalhal
- Pó
- Roliça
- Vale Covo